# 木葉村
木葉村（このはむら）は、熊本県の北部、玉名郡にかつてあった村。

## 歴史
- 1877年（明治10年）の西南戦争の際には田原坂一帯攻略のための本営が設置された。
- 1889年4月1日 - 玉名郡木葉町、浦田村、上木葉村、山口村、稲佐村が合併し成立。
- 1955年3月1日 - 玉名郡山北村と合併し、玉東村となる。